# Boxe aux Jeux panaméricains
Les compétitions de boxe anglaise des Jeux panaméricains sont organisés par l'AIBA (Association Internationale de Boxe Amateur) depuis 1951.

## Boxe aux Jeux panaméricains
| Année | Édition                | Lieu           | Lieu                   | Date                  |
| 1951  | 1er Jeux panaméricains | Buenos Aires   | Argentine              | 25 février - 8 mars   |
| 1955  | 2e Jeux panaméricains  | Mexico         | Mexique                | 12 - 26 mars          |
| 1959  | 3e Jeux panaméricains  | Chicago        | États-Unis             | 27 août - 7 septembre |
| 1963  | 4e Jeux panaméricains  | São Paulo      | Brésil                 | 20 avril - 5 mai      |
| 1967  | 5e Jeux panaméricains  | Winnipeg       | Canada                 | 24 juillet - 6 août   |
| 1971  | 6e Jeux panaméricains  | Cali           | Colombie               | 25 juillet - 6 août   |
| 1975  | 7e Jeux panaméricains  | Mexico         | Mexique                | 16 - 26 octobre       |
| 1979  | 8e Jeux panaméricains  | San Juan       | Porto Rico             | 1er - 15 juillet      |
| 1983  | 9e Jeux panaméricains  | Caracas        | Venezuela              | 14 - 29 août          |
| 1987  | 10e Jeux panaméricains | Indianapolis   | États-Unis             | 8 - 23 août           |
| 1991  | 11e Jeux panaméricains | La Havane      | Cuba                   | 2 - 18 août           |
| 1995  | 12e Jeux panaméricains | Mar del Plata  | Argentine              | 11 - 27 mars          |
| 1999  | 13e Jeux panaméricains | Winnipeg       | Canada                 | 22 juillet - 8 août   |
| 2003  | 14e Jeux panaméricains | Saint-Domingue | République dominicaine | 1er - 16 août         |
| 2007  | 15e Jeux panaméricains | Rio de Janeiro | Brésil                 | 20 - 28 juillet       |
| 2011  | 16e Jeux panaméricains | Guadalajara    | Mexique                | 21 - 29 octobre       |
| 2015  | 17e Jeux panaméricains | Toronto        | Canada                 | 18 - 25 juillet       |
| 2019  | 18e Jeux panaméricains | Lima           | Pérou                  | 27 juillet - 2 août   |